# Hlinka (okres Bruntál)
Hlinka (německy Glemkau) je obec ležící v okrese Bruntál. Žije v ní 208 obyvatel.

## Názvy existujících a zaniklých částí
- Česky Hlinka (1869-1890 Hlínka), německy Glemkau, polsky Glinka
- Česky Nové Vrbno, německy Würben
- Česky Rylovka, německy Rüllenhäuser, polsky Rylówka

## Historie
První písemná zmínka o vesnici pochází z roku 1267. Od 1. ledna 1980 do 23. listopadu 1990 byla dnešní obec Hlinka částí města Osoblaha.

## Přírodní poměry
Obec Hlinka sousedí na severozápadě s Polskem (gmina Lubrza), na severovýchodě se Slezskými Pavlovicemi, na východě a jihovýchodě s Osoblahou a na jihozápadě s Dívčím Hradem. Od okresního města Bruntál je vzdálena 35,5 km a od krajského města Ostrava 66,5 km.
Geomorfologicky patří Hlinka ve své východní části ke geomorfologickému celku Opavská pahorkatina, podcelek Osoblažská nížina; západní část patří k Zlatohorské vrchovině, podcelek Jindřichovská pahorkatina. Nejvyšší nadmořské výšky dosahuje katastr obce v západním cípu na svahu Hraničního kopce (352 m n. m.), jehož vrchol však již leží na území Dívčího Hradu.
Území Hlinky patří do povodí Odry, resp. řeky Osoblahy. Severní hranici obce a současně státní hranici tvoří z větší části Sádecký potok. V severovýchodním cípu území obce, na hranici se Slezskými Pavlovicemi a u soutoku Sádeckého potoka s bezejmenným potokem pramenící v samotné vsi Hlinka, se nachází rozsáhlý Pavlovický rybník I. Do správního území obce zasahuje část přírodní památky Osoblažský výběžek.
Území obce pokrývá z 79,5 % zemědělská půda (76 % orná půda, 2,5 % louky a pastviny), z 12 % les a z 5,5 % zastavěné a ostatní (např. průmyslové) plochy.

## Obyvatelstvo
Počet obyvatel Hlinky (včetně Rylovky a Nového Vrbna) podle sčítání nebo jiných úředních záznamů
| Rok            | 1869 | 1880 | 1890 | 1900 | 1910 | 1921 | 1930 | 1939 | 1950 | 1961 | 1970 | 1980 | 1991 | 2001 |
| -------------- | ---- | ---- | ---- | ---- | ---- | ---- | ---- | ---- | ---- | ---- | ---- | ---- | ---- | ---- |
| Počet obyvatel | 574  | 601  | 557  | 502  | 448  | 463  | 435  | 459  | 240  | 345  | 305  | 266  | 243  | 236  |

V Hlince je evidováno 69 adres, vesměs čísla popisná (trvalé objekty). Při sčítání lidu roku 2001 zde bylo napočteno 64 domů, z toho 50 trvale obydlených.

## Pamětihodnosti
- Kostel svatého Valentina je kulturní památkou.[10]